# Philip Nossmy
Philip Nossmy, född den 6 december 1982 och tävlande för Malmö AI, är en svensk löpare med 110 meter häck som specialgren.

## Karriär
Han blev europamästare för 19 års juniorer 2001. Vid EM 2002 i München slogs han ut i försöken efter att ha slagit i den tredje häcken. Påföljande år, 2003, deltog han vid U23-EM i Bydgoszcz, Polen där tog silvermedalj med 13,50. Dessutom deltog han tillsammans med Pontus Nilsson, Johan Wissman och Johan Engberg i det framgångsrika svenska stafettlaget på 4 x 100 meter som först tog sig vidare från försöken och sedan i finalen kom in på en fjärdeplats. Senare på sommaren, i augusti, var han med i sitt första senior-världsmästerskap (VM i Paris 2003) där han nådde semifinalen. Vid inomhus-EM 2005 var han ytterst nära en medalj på 60 meter häck, slagen av trean Robert Kronberg med en hundradel.
Efter flera år av skadeproblem gjorde han "comeback" 2009.
Nossmy nådde semifinal vid Inomhus-VM 2010 efter 7,80 i försöken, men slogs sedan ut trots ett lopp på 7,69 i semifinalen. Han nådde semifinal även på EM utomhus 2010. Vid EM utomhus 2012 tog han sig ända till final där han slutade 7:a. Detta efter att ha slagit sitt 9 år gamla personliga rekord i semifinalen (13,47), vilket gör honom till tvåa i Sverige genom tiderna, endast slagen av Robert Kronberg.
Nossmy deltog på korta häcken vid Inomhus-EM 2013 i Göteborg och gick vidare till semifinal efter säsongsbästa 7,76 i försöken. I semifinal var det dock stopp efter ett lopp på 7,78 s. Vid VM utomhus i Moskva 2013 blev han utslagen i försöken på tiden 13,66.
Vid inomhus-VM i Sopot, Polen år 2014 blev Philip Nossmy utslagen på 60 meter häck som sexa i sitt försöksheat på tiden 7,92. För semifinalplats hade det krävts 7,74.
Han belönades år 2010 med Stora grabbars och tjejers märke nummer 507.

## Personliga rekord
| Utomhus - 100 meter – 10,58 (Göteborg 5 juli 2003) - 100 meter – 10,52 (medvind 2,6 m/s) (Göteborg 5 juli 2003) - 200 meter – 21,25 (Malmö 12 augusti 2003) - 110 meter häck – 13,47 (Helsingfors, Finland 1 juli 2012) - Längdhopp – 7,02 (Västerås 13 augusti 2000) | Inomhus - 60 meter – 6,78 (Malmö 12 februari 2005) - 200 meter – 22,17 (Malmö 28 januari 2001) - 60 meter häck – 7,63 (Göteborg 3 februari 2005) |